# Naturbahnrodel-Junioreneuropameisterschaft 1995
Die 22. FIL-Naturbahnrodel-Junioreneuropameisterschaft fand vom 18. bis 19. Februar 1995 in Saint-Marcel/Fénis in Italien statt.

## Einsitzer Herren
| Platz | Name                | Zeit |
| ----- | ------------------- | ---- |
| 01    | Daniele Pieiller    | ?    |
| 02    | Reinhard Gruber     | ?    |
| 03    | Martin Gruber       | ?    |
| 04    | Andi Ruetz          | ?    |
| 05    | Marcus Grausam      | ?    |
| 06    | Peter Braunegger    | ?    |
| 07    | Hubert Bertagnolli  | ?    |
| 08    | Martin Psenner      | ?    |
| 09    | Gašper Megušar      | ?    |
| 10    | Ferdinand Hirzegger | ?    |

29 Rodler kamen in die Wertung.

## Einsitzer Damen
| Platz | Name             | Zeit |
| ----- | ---------------- | ---- |
| 01    | Simona Martin    | ?    |
| 02    | Nicole Grüner    | ?    |
| 03    | Sonja Steinacher | ?    |
| 04    | Christa Gietl    | ?    |
| 05    | Nadja Fuchs      | ?    |
| 06    | Sandra Kofler    | ?    |
| 07    | Luzia Seeber     | ?    |
| 08    | Sabine Grunser   | ?    |
| 09    | Julia Pittracher | ?    |
| 10    | Manuela Zanona   | ?    |

14 Rodlerinnen kamen in die Wertung.

## Doppelsitzer
| Platz | Name                                     | Zeit |
| ----- | ---------------------------------------- | ---- |
| 1     | Armin Mair – David Mair                  | ?    |
| 2     | Stefano Giansetto – Vanja Demé           | ?    |
| 3     | Alois Braunegger – Klaus Mauracher       | ?    |
| 4     | Gerd Mittermair – Werner Töchterle       | ?    |
| 5     | Jacek Andrzejewski – Michał Andrzejewski | ?    |
| 6     | Christian Schatz – Christian Rumpf       | ?    |
| 7     | Jürgen Gschwandtner – Herbert Oitzinger  | ?    |

Sieben Doppelsitzer kamen in die Wertung.

## Medaillenspiegel
| Platz | Land       | Gold | Silber | Bronze | Gesamt |
| ----- | ---------- | ---- | ------ | ------ | ------ |
| 1.    | Italien    | 3    | 2      | 2      | 7      |
| 2.    | Österreich | —    | 1      | 1      | 2      |